# Зеленогръбо огненочело колибри
Зеленогръбото огненочело колибри (Sephanoides sephaniodes) е вид птица от семейство Колиброви (Trochilidae).

## Разпространение и местообитание
Разпространен е в Аржентина и Чили.